# Oddział czołgów majora Lewisa-Browna
Oddział czołgów majora Lewisa-Browna (ros. танковый отряд майора Льюис(a)-Брауна) – oddział pancerny armii brytyjskiej, stacjonujący podczas wojny domowej w Rosji na terenie Archangielska.
W dniu 29 sierpnia 1919 roku do Archangielska, na statku SS „Kildonan Castle”, przybył brytyjski oddział pancerny pod dowództwem mjr. Lewisa-Browna. W skład jednostki wchodziło 69 żołnierzy, w tym 9 oficerów. Miała na wyposażeniu cztery czołgi typu Mk V i dwa Mk A „Whippet”. Zadaniem oddziału była jedynie ochrona wojsk brytyjskich działających na północy Rosji w ramach North Russia Relief Force, podczas ewakuacji z Archangielska i okolic. Następnie czołgi miały zostać sprzedane białym gen. Jewgienija L. Millera.
Po przybyciu na miejsce jeden czołg Mk V pozostał w porcie w Archangielsku, jeden został skierowany do archangielskiej dzielnicy Sołombała, jeden do pobliskiego portu Bakarica dla ochrony magazynów żywnościowych, zaś ostatni przeznaczono do celów szkoleniowych. Na czele ćwiczebnego oddziału rosyjskiego, złożonego z 15 oficerów rosyjskich, stał płk Kenotkenicz. Brak jest informacji, czy wówczas czołgi brały udział w działaniach zbrojnych przeciwko wojskom bolszewickim.
Do 12 października z Archangielska ewakuowały się ostatnie oddziały brytyjskiej armii. Większość czołgów Brytyjczycy przekazali Estończykom, w których armii służyły do połowy lat trzydziestych. W Archangielsku pozostawili dwa czołgi (Mk V i Mk A), które przeszły pod komendę białych. 29 października doszło do jedynej walki czołgów z oddziałami bolszewickimi. Oba czołgi płk. Kenotkenicza wspierały atak piechoty wzdłuż linii kolejowej. Na ich widok bolszewiccy żołnierze uciekli, dzięki czemu biali zajęli stację kolejową Plesieck. Czołgi ruszyły dalej, wykonując rajd pancerny w okolice stacji kolejowej Jemca. 19 lutego 1920 roku, kiedy oddziały bolszewickie wkraczały do Archangielska, biali zatopili czołgi w Dwinie. Bolszewicy wkrótce wydobyli oba czołgi, po czym odesłali je do Moskwy, włączając w skład Rezerwowej Pancernej Brygady Samochodowej. Dalsze ich losy nie są znane.